# Une ville idéale (South Park)
Pour l’article homonyme, voir Une ville idéale.
Une ville idéale (The City Part of Town en VO) est le troisième épisode de la dix-neuvième saison de la série télévisée d'animation américaine South Park et le 260e épisode de la série globale. L'épisode traite du politiquement correct, une thématique centrale de cette saison, ainsi que de la gentrification.

## Synopsis
Jimmy Fallon, et bientôt toute l'Amérique, ridiculise la récente campagne anti-immigration menée M. Garrison, et par la même occasion la ville de South Park dont il est originaire.
Randy Marsh, qui a récemment rejoint le mouvement politiquement correct en vogue dans la ville, propose de redorer son image en faisant en sorte qu'un magasin Whole Foods Market s'y installe. Pour cela, il suggère de gentrifier la zone autour de la maison des McCormick, qui devient un quartier moderne appelé SoDoSoPa (South of Downtown South Park).
Les McCormick supportent difficilement ce changement, et Karen, la petite sœur de Kenny, voudrait un peu plus argent pour s'acheter quelque chose. Son frère la prend en pitié et décide de trouver du travail au restaurant chinois City Wok, dont les affaires se sont écroulées depuis la construction du nouveau quartier, au grand dam de son propriétaire, Tuong Lu Kim. 
Le SoDoSoPa est un succès, et un représentant de Whole Foods Market arrive à South Park pour l'inspecter. Mais Tuong Lu Kim, sur une suggestion de Kenny, décide à son tour de gentrifier le quartier autour de son restaurant, mettant en péril l'installation du Whole Foods Market.